# Daisuke Matsui
Daisuke Matsui (松井 大輔?, Matsui Daisuke; Yamashina-ku, 11 maggio 1981) è un ex calciatore giapponese, di ruolo centrocampista.

## Biografia
Daisuke Matsui è sposato dal 2011 con l'attrice italo-giapponese Rosa Katō, dalla quale ha avuto anche un figlio.

## Caratteristiche tecniche
Di ruolo è un trequartista, il suo piede forte è il sinistro, ha nelle sue corde velocità nello scatto e un buon controllo di palla, abile nel saper trovare la rete tirando di prima intenzione, può segnare sia dalla corta distanza che da fuori area, ma anche in fase di passaggio sa rendersi utile, inoltre è affidabile anche quando calcia dal dischetto.

## Carriera

### Club

#### Kyoto Purple Sanga
Nel 2000 inizia a giocare a calcio professionistico in J2 League, la seconda divisione del calcio giapponese, con il Kyoto Sanga, segnando la sua prima rete contro il Kawasaki Frontale; la squadra purtroppo perderà la partita per 2-1. Vincerà l'edizione 2001 nella quale Matsui segnerà sette gol, tra i quali la rete del 3-1 vincendo contro il Ventforet Kofu; segnerà un altro gol nella vittoria per 2-1 contro lo Yokohama FC, con una doppietta deciderà su 2-0 la vittoria contro l'Oita Trinita, segnerà il gol del 1-0 battendo l'Omiya Ardija e un altro contro il Kawasaki Frontale dove la squadra vincerà per 3-2. Il Kyoto Purple Sanga ottiene a promozione in prima divisione, la J1 League, Matsui segnerà il suo primo gol in campionato nella vittoria per 5-1 ai danni del Tokyo Verdy; inoltre la squadra nel 2002 conquisterà la storica Coppa dell'Imperatore dove Matsui segnerà il gol dell'1-0 battendo il Nagoya Grampus.

#### Le Mans e Saint-Étienne
Nel 2004, passa al Le Mans, nella Ligue 2 francese. Matsui scelse Le Mans, preferendolo alla Lazio, perché a suo dire nella Serie A si giocava un calcio troppo difensivo. In Giappone, veniva criticato perché era troppo piccolo fisicamente e debole psicologicamente, ma riuscì ad adattarsi alla perfezione ai meccanismi francesi, aiutando prima la sua squadra a raggiungere la promozione con il secondo posto nell'edizione 2004-2005 e permettendo con le sue reti di vincere di misura per 1-0 contro lo Stade de Reims e il Créteil. In Ligue 1 segnerà una doppietta che permetterà di ottenere la vittoria per 2-0 contro il Troyes, segnerà un'altra doppietta vincendo per 3-2 ai danni del Lens, segnerà la rete del 2-0 nella vittoria contro il Nice, e con un gol di tacco al volo contro il Monaco otterrà la vittoria per 1-0; inoltre per mezzo di un suo assist Ismaël Bangoura segnerà la rete che permetterà di battere per 1-0 il Bordeaux. Nel febbraio 2006, è nominato "Giocatore del mese", un premio relativo al mese appena trascorso. Segnerà il suo primo gol nella Coupe de la Ligue con la rete dell'1-0 che permetterà di battere l'Olympique Lione e accedere alla semifinale contro il Lens, in una partita molto combattuta dove Matsui segna un gol, ma la squadra perderà per 5-4 ai tempi supplementari.
Nel 2008, passa al Saint-Étiennel, la sua permanenza durerà una sola stagione segnando un solo gol, la rete del temporaneo vantaggio contro il Monaco nel pareggio per 2-2.

#### Grenoble e Tom' Tomsk
Viene ceduto al Grenoble e segnerà il suo primo gol per la squadra nel pareggio per 2-2 contro il Lorient, metterà invece a segno due reti nella vittoria per 5-0 contro l'Auxerre. Nella Coppa di Francia segnerà un gol nella partita vinta contro il Montpellier per 3-2. A metà stagione viene ceduto in prestito al club russo del Tom' Tomsk giocando solo sette partite. Tornerà a giocare con il Grenoble per un'ultima stagione, segnando la sua ultima rete per la squadra nella partita contro il Vannes che si concluderà per 1-1.

#### Digione e Slavia Sofia
Si lega per un anno al Digione, club neopromosso in Ligue 1. A fine stagione la squadra retrocede in seconda divisione e Matsui si svincola grazie a una clausola del suo contratto. L'11 settembre 2012 passa allo Slavia Sofia, in Bulgaria, dove giocherà in sole dodici partite.

#### Lechia Danzica e Júbilo Iwata
Nel 2013 vestirà la maglia del club polacco del Lechia Danzica, segnando per due volte una doppietta, prima nel pareggio per 2-2 contro il Podbeskidzie e poi contro il Legia Warszawa, vincendo per 2-0. Dopo aver giocato in Polonia per una sola stagione, tornerà in Giappone, militando per il Júbilo Iwata nella seconda divisione, segnando diverse reti nelle varie vittorie, come quella contro il Roasso Kumamoto per 3-1, o contro lo Kataller Toyama per 2-1, o quella per 3-0 ai danni del Zweigen Kanazawa.

#### Odra Opole e Yokohama FC
Dopo una breve esperienza nel 2017 di sole quattro partite con l'Odra Opole, Matsui giocherà con lo Yokohama FC, segnando la sua prima rete con la squadra nella Coppa dell'Imperatore vincendo per 2-1 contro il l'Università di Sendai. Nella J2 League segnerà una doppietta battendo per 3-1 il JEF United Chiba.

#### Sài Gòn
A partire dal 2021 giocherà per il Sài Gòn in Vietnam nella V League 1.

### Nazionale

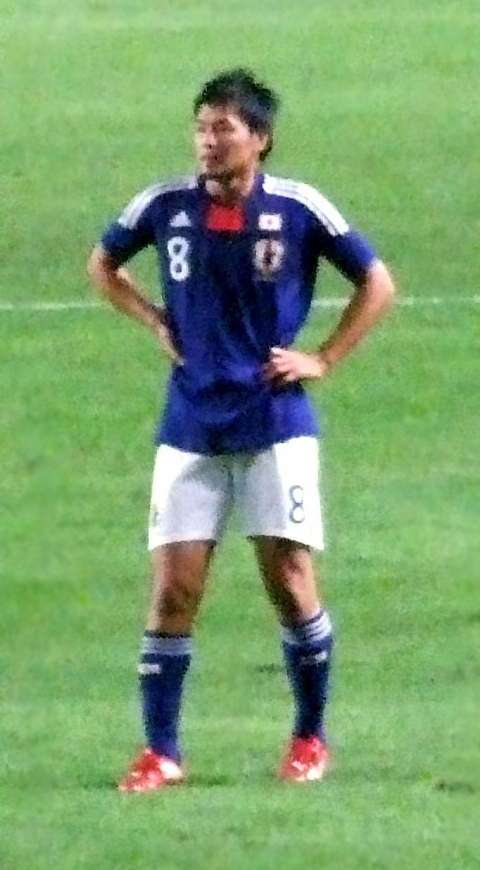
Daisuke Matsui con la maglia della nazionale giapponese nel 2009

Partecipa con la Nazionale Under-21 all'edizione 2002 del Torneo di Tolone segnando una doppietta battendo il Sudafrica, inoltre nella partita contro l'Inghilterra finita a reti inviolate per entrambe le squadra, il Giappone vince per 5-4 ai rigori, Matsui segna una rete dagli undici metri.
Nel 2002 è stato convocato per partecipare con la Nazionale del Giappone Under-23 ai Giochi asiatici ottenendo l'argento, Matsui ha segnato una rete nella vittoria per 5-2 contro il Bahrein.
Matsui ha fatto l'esordio nella Nazionale giapponese il 22 giugno 2003, nella Confederations Cup 2003, contro la Nazionale colombiana perdendo per 1-0 sostituendo Mitsuo Ogasawara. Ha segnato il suo unico gol con la nazionale contro l'Angola l'11 ottobre 2005 permettendo al Giappone di vincere per 1-0. Non è stato chiamato da Zico per i Mondiali di Calcio 2006, decisione che ha suscitato non poche polemiche.
Il C.T. della Nazionale Giapponese Takeshi Okada lo include nella selezione per i Mondiali di Calcio 2010. Matsui è titolare in tutte le gare dei nipponici, fornendo anche a Keisuke Honda l'assist vincente contro il Camerun vincendo per 1-0. Prenderà parte alla Coppa d'Asia vincendola, giocando la sua ultima partita in nazionale il 13 gennaio 2011 fornendo a Makoto Hasebe l'assist vincente con cui quest'ultimo apre le marcature nella vittoria per 2-1 battendo la Siria.

## Statistiche

### Cronologia presenze e reti in nazionale
| Cronologia completa delle presenze e delle reti in nazionale ― Giappone | Cronologia completa delle presenze e delle reti in nazionale ― Giappone | Cronologia completa delle presenze e delle reti in nazionale ― Giappone | Cronologia completa delle presenze e delle reti in nazionale ― Giappone | Cronologia completa delle presenze e delle reti in nazionale ― Giappone | Cronologia completa delle presenze e delle reti in nazionale ― Giappone | Cronologia completa delle presenze e delle reti in nazionale ― Giappone | Cronologia completa delle presenze e delle reti in nazionale ― Giappone |
| Data                                                                    | Città                                                                   | In casa                                                                 | Risultato                                                               | Ospiti                                                                  | Competizione                                                            | Reti                                                                    | Note                                                                    |
| ----------------------------------------------------------------------- | ----------------------------------------------------------------------- | ----------------------------------------------------------------------- | ----------------------------------------------------------------------- | ----------------------------------------------------------------------- | ----------------------------------------------------------------------- | ----------------------------------------------------------------------- | ----------------------------------------------------------------------- |
| 22-6-2003                                                               | Saint-Étienne                                                           | Giappone                                                                | 0 – 1                                                                   | Colombia                                                                | Conf. Cup 2003 - 1º turno                                               | -                                                                       | 74’ 87’                                                                 |
| 8-10-2005                                                               | Riga                                                                    | Lettonia                                                                | 2 – 2                                                                   | Giappone                                                                | Amichevole                                                              | -                                                                       | 76’                                                                     |
| 12-10-2005                                                              | Kiev                                                                    | Ucraina                                                                 | 1 – 0                                                                   | Giappone                                                                | Amichevole                                                              | -                                                                       | 69’                                                                     |
| 16-11-2005                                                              | Tokyo                                                                   | Giappone                                                                | 1 – 0                                                                   | Angola                                                                  | Amichevole                                                              | 1                                                                       | 66’ 73’                                                                 |
| 7-9-2007                                                                | Klagenfurt                                                              | Austria                                                                 | 0 – 0 dts (4 – 3 dtr)                                                   | Giappone                                                                | Amichevole                                                              | -                                                                       | 71’                                                                     |
| 11-9-2007                                                               | Klagenfurt                                                              | Giappone                                                                | 4 – 3                                                                   | Svizzera                                                                | Amichevole                                                              | -                                                                       | 71’                                                                     |
| 24-5-2008                                                               | Toyota                                                                  | Giappone                                                                | 1 – 0                                                                   | Costa d'Avorio                                                          | Amichevole                                                              | -                                                                       | 75’                                                                     |
| 27-5-2008                                                               | Saitama                                                                 | Giappone                                                                | 0 – 0                                                                   | Paraguay                                                                | Amichevole                                                              | -                                                                       | 46’ 84’                                                                 |
| 2-6-2008                                                                | Yokohama                                                                | Giappone                                                                | 3 – 0                                                                   | Oman                                                                    | Qual. Mondiali 2010                                                     | -                                                                       |                                                                         |
| 7-6-2008                                                                | Mascate                                                                 | Oman                                                                    | 1 – 1                                                                   | Giappone                                                                | Qual. Mondiali 2010                                                     | -                                                                       | 78’                                                                     |
| 14-6-2008                                                               | Bangkok                                                                 | Thailandia                                                              | 0 – 3                                                                   | Giappone                                                                | Qual. Mondiali 2010                                                     | -                                                                       | 55’ 70’                                                                 |
| 6-9-2008                                                                | Manama                                                                  | Bahrein                                                                 | 2 – 3                                                                   | Giappone                                                                | Qual. Mondiali 2010                                                     | -                                                                       | 35’ 70’                                                                 |
| 19-11-2008                                                              | Doha                                                                    | Qatar                                                                   | 0 – 3                                                                   | Giappone                                                                | Qual. Mondiali 2010                                                     | -                                                                       | 71’                                                                     |
| 11-2-2009                                                               | Yokohama                                                                | Giappone                                                                | 0 – 0                                                                   | Australia                                                               | Qual. Mondiali 2010                                                     | -                                                                       | 57’                                                                     |
| 28-3-2009                                                               | Saitama                                                                 | Giappone                                                                | 1 – 0                                                                   | Bahrein                                                                 | Qual. Mondiali 2010                                                     | -                                                                       | 79’                                                                     |
| 10-6-2009                                                               | Yokohama                                                                | Giappone                                                                | 1 – 1                                                                   | Qatar                                                                   | Qual. Mondiali 2010                                                     | -                                                                       | 58’                                                                     |
| 17-6-2009                                                               | Melbourne                                                               | Australia                                                               | 2 – 1                                                                   | Giappone                                                                | Qual. Mondiali 2010                                                     | -                                                                       | 68’                                                                     |
| 8-10-2009                                                               | Shizuoka                                                                | Giappone                                                                | 6 – 0                                                                   | Hong Kong                                                               | Qual. Coppa d'Asia 2011                                                 | -                                                                       | 33’                                                                     |
| 10-10-2009                                                              | Yokohama                                                                | Giappone                                                                | 2 – 0                                                                   | Scozia                                                                  | Amichevole                                                              | -                                                                       | 65’                                                                     |
| 14-11-2009                                                              | Port Elizabeth                                                          | Sudafrica                                                               | 0 – 0                                                                   | Giappone                                                                | Amichevole                                                              | -                                                                       | 59’                                                                     |
| 18-11-2009                                                              | Hong Kong                                                               | Hong Kong                                                               | 0 – 4                                                                   | Giappone                                                                | Qual. Coppa d'Asia 2011                                                 | -                                                                       |                                                                         |
| 3-3-2010                                                                | Toyota                                                                  | Giappone                                                                | 2 – 0                                                                   | Bahrein                                                                 | Qual. Coppa d'Asia 2011                                                 | -                                                                       | 67’                                                                     |
| 30-5-2010                                                               | Graz                                                                    | Giappone                                                                | 1 – 2                                                                   | Inghilterra                                                             | Amichevole                                                              | -                                                                       | 71’                                                                     |
| 14-6-2010                                                               | Bloemfontein                                                            | Giappone                                                                | 1 – 0                                                                   | Camerun                                                                 | Mondiali 2010 - 1º turno                                                | -                                                                       | 68’                                                                     |
| 19-6-2010                                                               | Durban                                                                  | Paesi Bassi                                                             | 1 – 0                                                                   | Giappone                                                                | Mondiali 2010 - 1º turno                                                | -                                                                       | 64’                                                                     |
| 24-6-2010                                                               | Rustenburg                                                              | Danimarca                                                               | 1 – 3                                                                   | Giappone                                                                | Mondiali 2010 - 1º turno                                                | -                                                                       | 74’ 90’                                                                 |
| 29-6-2010                                                               | Pretoria                                                                | Paraguay                                                                | 0 – 0 dts (5 – 3 dtr)                                                   | Giappone                                                                | Mondiali 2010 - Ottavi di finale                                        | -                                                                       | 58’ 65’                                                                 |
| 4-9-2010                                                                | Yokohama                                                                | Giappone                                                                | 1 – 0                                                                   | Paraguay                                                                | Amichevole                                                              | -                                                                       | 65’                                                                     |
| 12-10-2010                                                              | Seul                                                                    | Corea del Sud                                                           | 0 – 0                                                                   | Giappone                                                                | Amichevole                                                              | -                                                                       | 79’                                                                     |
| 9-1-2011                                                                | Doha                                                                    | Giappone                                                                | 1 – 1                                                                   | Giordania                                                               | Coppa d'Asia 2011 - 1º turno                                            | -                                                                       | 58’                                                                     |
| 13-1-2011                                                               | Doha                                                                    | Siria                                                                   | 1 – 2                                                                   | Giappone                                                                | Coppa d'Asia 2011 - 1º turno                                            | -                                                                       | 10’ 90+2’                                                               |
| Totale                                                                  |                                                                         | Presenze                                                                | 31                                                                      |                                                                         | Reti                                                                    | 1                                                                       |                                                                         |

| Cronologia completa delle presenze e delle reti in nazionale ― Giappone Olimpica | Cronologia completa delle presenze e delle reti in nazionale ― Giappone Olimpica | Cronologia completa delle presenze e delle reti in nazionale ― Giappone Olimpica | Cronologia completa delle presenze e delle reti in nazionale ― Giappone Olimpica | Cronologia completa delle presenze e delle reti in nazionale ― Giappone Olimpica | Cronologia completa delle presenze e delle reti in nazionale ― Giappone Olimpica | Cronologia completa delle presenze e delle reti in nazionale ― Giappone Olimpica | Cronologia completa delle presenze e delle reti in nazionale ― Giappone Olimpica |
| Data                                                                             | Città                                                                            | In casa                                                                          | Risultato                                                                        | Ospiti                                                                           | Competizione                                                                     | Reti                                                                             | Note                                                                             |
| -------------------------------------------------------------------------------- | -------------------------------------------------------------------------------- | -------------------------------------------------------------------------------- | -------------------------------------------------------------------------------- | -------------------------------------------------------------------------------- | -------------------------------------------------------------------------------- | -------------------------------------------------------------------------------- | -------------------------------------------------------------------------------- |
| 12-8-2004                                                                        | Salonicco                                                                        | Paraguay                                                                         | 4 – 3                                                                            | Giappone                                                                         | Olimpiadi 2004 - 1º turno                                                        | -                                                                                | 46’                                                                              |
| 15-8-2004                                                                        | Volos                                                                            | Giappone                                                                         | 2 – 3                                                                            | Italia                                                                           | Olimpiadi 2004 - 1º turno                                                        | -                                                                                | 76’                                                                              |
| 18-8-2004                                                                        | Volos                                                                            | Giappone                                                                         | 1 – 0                                                                            | Ghana                                                                            | Olimpiadi 2004 - 1º turno                                                        | -                                                                                | 62’                                                                              |
| Totale                                                                           |                                                                                  | Presenze                                                                         | 3                                                                                |                                                                                  | Reti                                                                             | 0                                                                                |                                                                                  |

## Palmarès

### Club
- J2 League: 1

Kyoto Purple Sanga: 2001
- Coppa dell'Imperatore: 1

Kyoto Purple Sanga: 2002

### Nazionale
- Giochi asiatici: 1

2002
- Kirin Cup: 1

2008
- Coppa d'Asia: 1

2011